# Cédric Gracia
Cédric Gracia (* 23. März 1978 in Pau, Frankreich) ist ein ehemaliger französischer Mountainbiker, der im Bereich Gravity und Freeride aktiv war.

## Werdegang
Nachdem Gracia 1995 Junioren-Weltmeister im Downhill wurde, gewann er in der Elite mehrfach Medaillen bei Weltmeisterschaften und Europameisterschaften, nach Einführung der Disziplinen auch im Dual Slalom und Fourcross. Im UCI-Mountainbike-Weltcup gelangen ihm insgesamt vier Einzelsiege, in der Gesamtwertung belegte im Downhill (DHI) zweimal den 2. Platz und einmal den 3. und im Four Cross (4X) und Dual Slalom je einmal den zweiten Platz. 
Durch seine Erfolge sowie als Mitwirkender in der Filmreihe New World Disorder und Chain Reaction wurde er schnell bekannt. Dazu trugen auch seine Freeride-Einlagen bei offiziellen Wettkämpfen bei. Seinen endgültigen Durchbruch schaffte er 2003, als er die Red Bull Rampage, einen Freeride Extreme Contest, gewann. 2006 gründete er sein Modelabel CG Clothing, was neben Funktionskleidung auch Freizeitkleidung anbietet. Nach seinem Erfolg bei der Rad Bull Rampage wandte er sich verstärkt dem Freeride und seinen Filmprojekten zu. 2013 erklärte er offiziell seinen Rücktritt aus dem Rennsport, um mehr Zeit seinen Video-Projekten und gelegentlich dem Enduro zu widmen. 

## Erfolge
1995
- Weltmeister (Junioren) – Downhill
- Europameisterschaften – Downhill
- Französischer Meister – Downhill

1996
- Weltmeisterschaften (Junioren) – Downhill
- Europameisterschaften – Downhill

1997
- Weltmeisterschaften – Downhill
- Europameisterschaften – Dual Slalom

1998
- Französischer Meister – Downhill
- ein Weltcup-Erfolg – Downhill

2000
- ein Weltcup-Erfolg – Dual Slalom

2001
- Weltmeisterschaften – Dual Slalom
- Europameister – Dual Slalom
- Europameisterschaften – Downhill

2002
- Weltmeisterschaften – Fourcross
- ein Weltcup-Erfolg – Fourcross

2003
- Red Bull Rampage
- ein Weltcup-Erfolg – Downhill

2025
- Weltmeisterschaften – Snowbike Super-G